# 中华人民共和国未成年人保护法
《中华人民共和国未成年人保护法》是中华人民共和国全国人大常委会法制工作委员会根据《中华人民共和国宪法》所制定的针对中国内地范围内的未成年人的普通法律。

## 正式实施及相关内容
《中华人民共和国未成年人保护法》于1991年9月4日第七届全国人民代表大会常务委员会第21次会议通过，并经国家主席杨尚昆签署中华人民共和国主席令第50号正式公布，自1992年1月1日起开始施行。2006年12月29日，经第十届全国人民代表大会常务委员会第25次会议对本法进行了修订，2007年开始实施；2012年10月26日，根据第十一届全国人民代表大会常务委员会第29次会议《关于修改〈中华人民共和国未成年人保护法〉的决定》又对本法进行了修正。2013年1月1日起施行。2020年10月17日，十三届全国人大常委会第二十二次会议對未成年人保护法進行修訂，2021年6月1日起施行。此次修订后的未成年人保护法分为总则、家庭保护、学校保护、社会保护、网络保护、政府保护、司法保护、法律责任和附则，共九章132条。
《中华人民共和国未成年人保护法》意在保护在中国内地范围内的未成年人的身心健康，保障中国内地范围内的未成年人的合法权益，促进中国内地范围内的未成年人在品德、智力、体质等方面全面发展，培养有理想、有道德、有文化、有纪律的社会主义建设者和接班人。

## 争议
《中华人民共和国未成年人保护法》及《中华人民共和国刑法》中对于犯罪的未成年人坚持以教育为主、惩罚为辅的方针进行处理，但实践中收容教养等法定处理手段难以落实，且具体收容程序、适用条件、年龄范围都不明确。
另外，未成年人监护制度不完善，援助手段单一。原有监护人的监护资格被撤销以后，对如何指定监护人以及无法指定监护人如何处理等问题没有规定。有监护人因经济问题想摆脱监护责任，进而故意伤害未成年人，导致虐童案件频发。